# Elaphria malaca
Elaphria malaca là một loài bướm đêm trong họ Noctuidae.